# 1980 год в шахматах
В 1980 году шахматный компьютер впервые был использован для тайной помощи игроку во время матча: в Гамбурге, Пфлегер, Хельмут давал сеанс одновременной игры на Гамбургском шахматном фестивале, и один из игроков через радиоприемник получал ходы от BELLE. Компьютер выиграл за 68 ходов, это был единственный проигрыш Пфлегера.
В 1980 году в полуфинале чемпионата Израиля была сыграна самая долгая партия в истории, Степак — Машиан — она продолжалась 24 часа 30 минут, и закончилась на 193 ходу.
В этом же году был поставлен другой рекорд: бразильский мастер Франсиско Троис потратил 2 часа 20 минут, размышляя над 7-м ходом.
Анатолий Карпов выиграл Шахматный Оскар в седьмой раз.

## Турниры
- Сочи
- Бад-Киссинген
- Баку
- Бугойно
- Матчи претендентов 1980/1981

## Стали гроссмейстерами
В 1980 году гроссмейстерами стали Янош Флеш, Любомир Фтачник, Йегуда Грюнфельд, Гарри Каспаров, Адам Кулиговский, Виктор Купрейчик, Эдмар Меднис, Александр Панченко, Нухим Рашковский, Ханс Рее, Яссер Сейраван, Эндрю Иден Солтис, Джонатан Спилмен,, Геннадий Тимощенко и Артур Юсупов.

## Умерли
17 декабря 1980 умер Герольд Ломмер, шахматный композитор.
8 декабря умер Петар Трифунович, многократный чемпион Югославии.